# Bryum demissum
Bryum demissum là một loài rêu trong họ Bryaceae. Loài này được Hook. mô tả khoa học đầu tiên năm 1819.